# Bestune T77
Der Bestune T77 ist ein SUV der zum chinesischen Kraftfahrzeughersteller China FAW Group gehörenden Marke Bestune.

## Geschichte
Erstmals vorgestellt wurde das SUV auf der Beijing Auto Show im April 2018 als Konzeptfahrzeug Bestern T-Concept. Das Serienmodell debütierte auf der Guangzhou Auto Show im November 2018. Seitdem wird der T77 in China verkauft. Zwischenzeitlich wurde der Wagen vom Importeur Indimo auch in Deutschland angeboten. Eine überarbeitete Version der Baureihe debütierte im Dezember 2022. Es ist das erste Fahrzeug, das von FAW unter einer neuen internationalen Bezeichnung „Bestune“ statt „Besturn“ vermarktet wird. Der chinesische Markenname (奔腾, chinesisch: Bēnténg) bleibt unverändert.
Im Frühjahr 2023 wurde verkündet, dass die Baureihe von AwtoWAS auch in Sankt Petersburg im ehemaligen Nissan-Werk für den russischen Markt gefertigt werden soll. Das Fahrzeug wäre als Lada X-Cross 5 vermarktet worden, das Projekt wurde letztendlich aber ohne Angabe eines Grundes abgesagt.

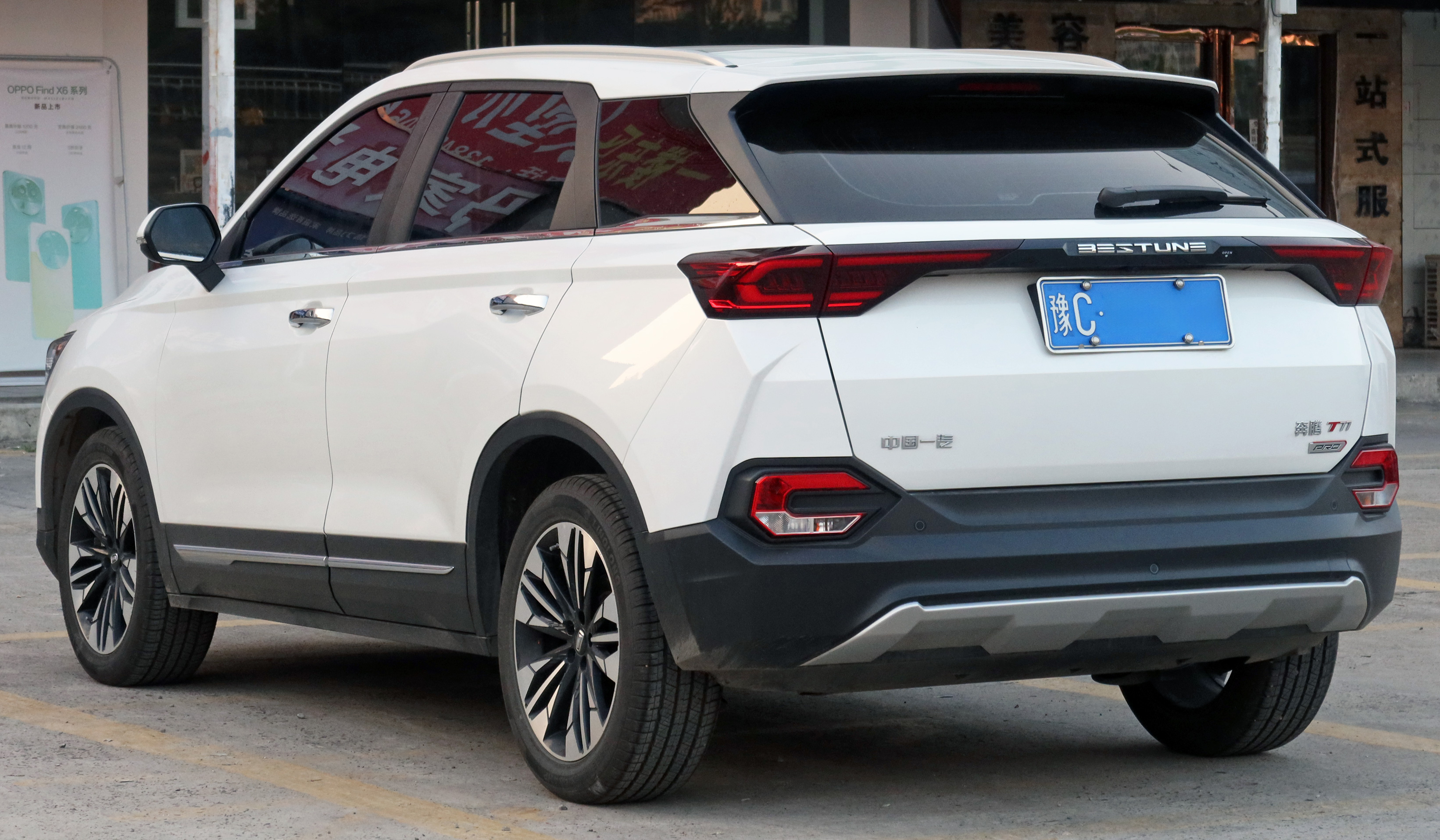
Heckansicht
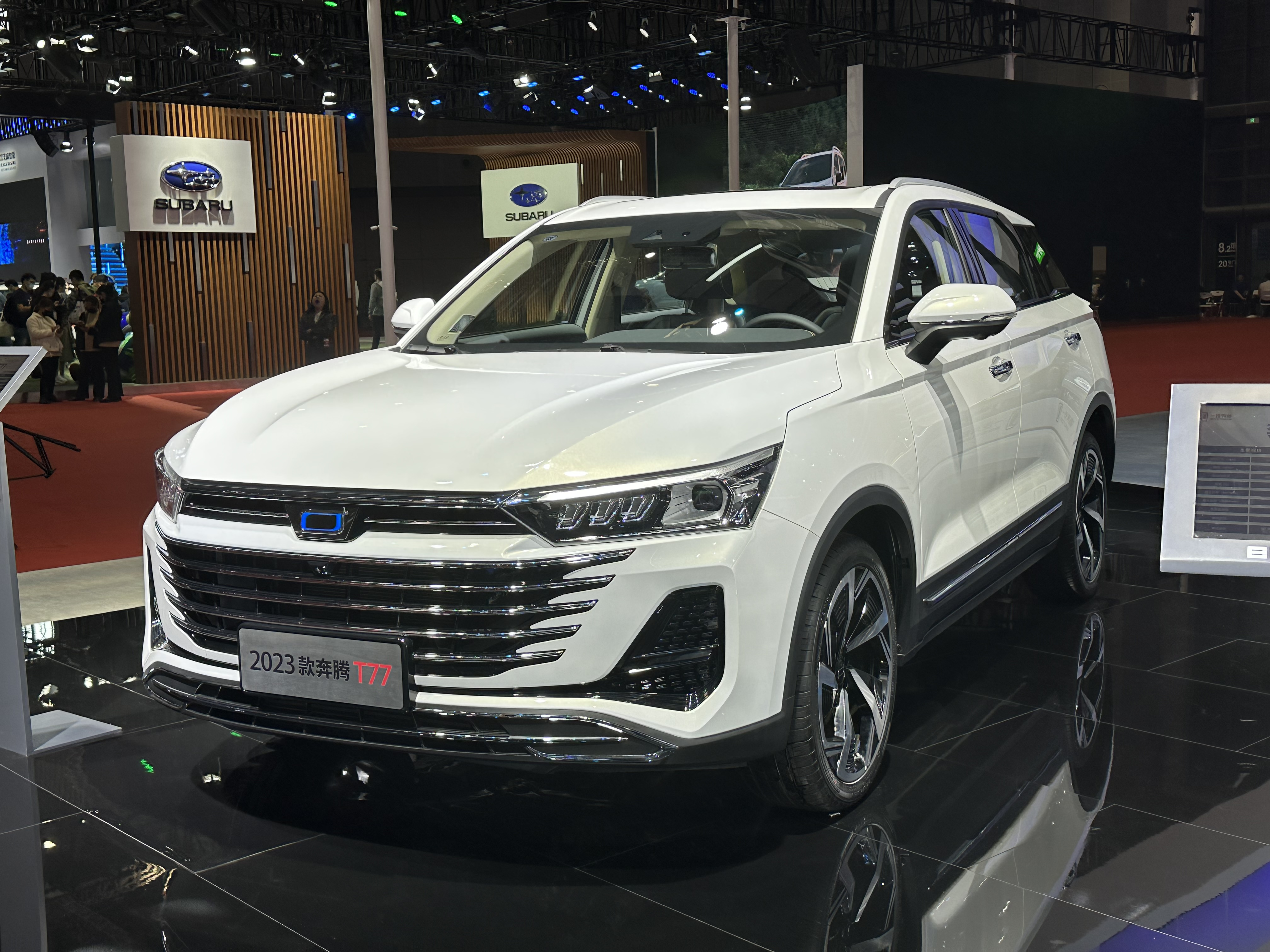
Bestune T77 (seit 2022)
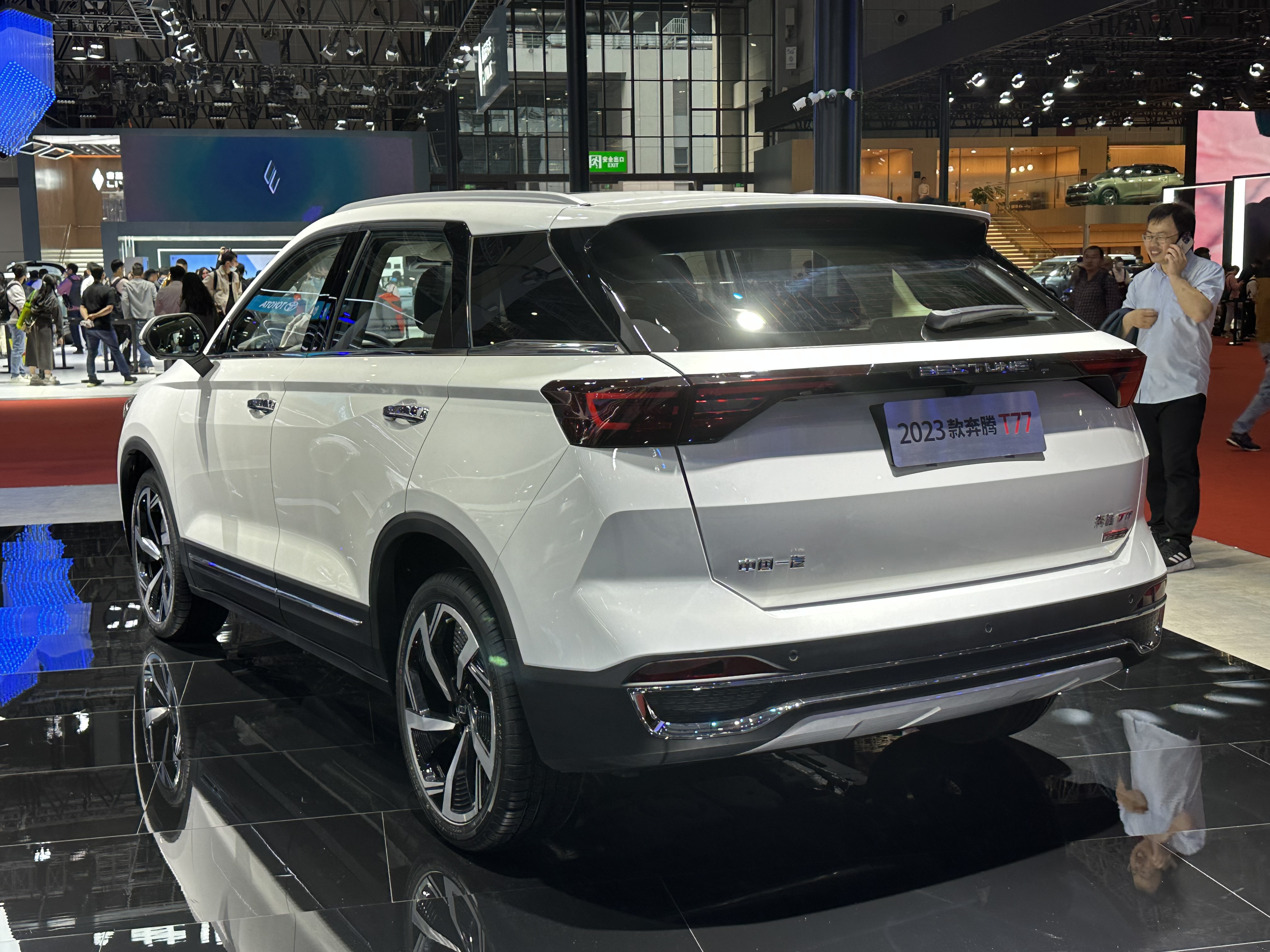
Heckansicht

## Infotainment
Als Besonderheit bietet der Hersteller das Fahrzeug mit einem holografischen Assistenten an. Dieser Assistent bietet drei Charaktere, von denen einer in einem Prisma auf dem Armaturenbrett dargestellt wird. Er unterstützt den Fahrer bei wesentlichen Funktionen des Fahrzeugs und wird mittels Sprachsteuerung angesprochen. Zunächst sollen 43 Funktionen ausführbar sein – zum Beispiel die Veränderung der Lautstärke des Radios oder das Einschalten des Scheibenwischers.

## Technische Daten
Zum Marktstart wurde das SUV ausschließlich von einem aufgeladenen 1,2-Liter-Ottomotor mit einer maximalen Leistung von 105 kW (143 PS) und Benzindirekteinspritzung angetrieben. Dieser Motor war wahlweise mit einem 6-Gang-Schaltgetriebe oder einem 7-Stufen-Doppelkupplungsgetriebe verfügbar. 2020 folgte noch ein Ottomotor mit Turbolader, 124 kW (169 PS) maximaler Leistung und 1,5 Liter Hubraum. Mit diesem wird der T77 auch in Deutschland verkauft.
|                                             | 230 TiD                            | Pro                                |
| ------------------------------------------- | ---------------------------------- | ---------------------------------- |
| Bauzeitraum                                 | 11/2018–06/2021                    | seit 03/2020 (1)                   |
| Motorkenndaten                              |                                    |                                    |
| Motorart                                    | Ottomotor                          | Ottomotor                          |
| Motorbauart                                 | Reihen-Vierzylinder-Motor          | Reihen-Vierzylinder-Motor          |
| Gemischaufbereitung                         | Benzindirekteinspritzung           | Benzindirekteinspritzung           |
| Motoraufladung                              | Turbolader                         | Turbolader                         |
| Hubraum                                     | 1199 cm³                           | 1498 cm³                           |
| max. Leistung bei min−1                     | 105 kW (143 PS) / 5500             | 124 kW (169 PS) / 5500             |
| max. Drehmoment bei min−1                   | 204 Nm / 1600–4200                 | 258 Nm / 1500–4350                 |
| Kraftübertragung                            |                                    |                                    |
| Antrieb, serienmäßig                        | Vorderradantrieb                   | Vorderradantrieb                   |
| Getriebe, serienmäßig                       | 6-Gang-Schaltgetriebe              | 6-Gang-Schaltgetriebe              |
| Getriebe, optional                          | [7-Stufen-Doppelkupplungsgetriebe] | [7-Stufen-Doppelkupplungsgetriebe] |
| Messwerte                                   |                                    |                                    |
| Höchstgeschwindigkeit                       | 181 km/h [181 km/h]                | 192 km/h [192 km/h]                |
| Beschleunigung, 0–100 km/h                  | k. A. [11,2 s]                     | k. A. [9,7 s]                      |
| Leergewicht                                 | 1455 kg [1485–1505 kg]             | 1468 kg [1515 kg]                  |
| Kraftstoffverbrauch auf 100 km (kombiniert) | 6,3 l Super [6,4–6,8 l Super]      | 6,8 l Super [6,8–7,1 l Super]      |

Werte in eckigen Klammern gelten für Modelle mit Doppelkupplungsgetriebe